# Fivio Foreign
Maxie Lee Ryles III (Nueva York; 29 de marzo de 1990), más conocido por su nombre artístico, Fivio Foreign, es un rapero estadounidense. En 2019 se hizo conocido por su sencillo «Big Drip», que recibió la certificación de platino por parte de la RIAA, el cual generó un remix con los raperos Lil Baby y Quavo. Tiene contratos discográficos con RichFish Records y Columbia Records.
Ryles vio sus primeras entradas en el Billboard Hot 100 por sus apariciones como invitado en las canciones de 2020 «Demons» de Drake y «Zoo York» de Lil Tjay, junto a Pop Smoke. Su mayor reconocimiento fue por su aparición junto a Playboi Carti en el sencillo de Kanye West de 2021 «Off the Grid», que alcanzó el número 11 en la lista y sigue siendo su canción más alta en las listas. Su álbum de estudio debut, «B.I.B.L.E.» (2022) tuvo una recepción crítica generalmente positiva y alcanzó su punto máximo dentro de los diez primeros del Billboard 200, respaldado por el sencillo principal City of Gods (con Kanye West y Alicia Keys).
Ryles fue nominado a Mejor Artista Nuevo en los Premios BET 2022.

## Primeros años
Maxie Lee Ryles III nació y creció en el barrio East Flatbush de Brooklyn. En su juventud, fue enviado a Connecticut durante el verano como parte del Fondo de Fresh Air. Ryles comenzó a rapear bajo el nombre Lite Fivio en 2011. En 2013, cambió su nombre a Fivio Foreign y formó un colectivo musical con sus amigos llamado, 800 Foreign Side.
Después de la muerte de su madre, Ryles vivió en las calles con algunos amigos y familiares.

## Carrera
Ryles comenzó a ganar popularidad tras la publicación del sencillo "Big Drip". La canción fue incluida en los EPs Pain and Love y 800 B.C. En noviembre firmó un contrato de 1 millón de dólares con Columbia Records en conjunto con RichFish Records.
En mayo de 2020, Ryles logró entrar por primeras vez en el Billboard-charting singles, en dos ocasiones, con las canciones "Demons" junto a Drake y "Zoo York" con Lil Tjay.
El 11 de agosto de 2020, Ryles apareció en la revista XXL. Durante el resto de 2020, apareció en varias canciones de otros artistas, incluyendo "Spicy" con Nas, "K Lo K" de Tory Lanez, "That's a Fact (Remix" de French Montana y "I Am Ehat I Am" de King Von. En noviembre de 2020, publicó el sencillo "Trust" de su próximo proyecto, B.I.B.L.E.
En 2021, apareció en el álbum de Kanye West, Donda junto a Playboi Carti. El 11 de debrero de 2022, publicó su sencillo "City of Gods" junto a Kanye West y Alicia Keys, este era dedicado a su amigo T-Dott Woo. El mismo día reveló la fecha de publicación de su álbum B.I.B.L.E, la cual sería el 25 de marzo de 2022. Ryles ha llegado a colaborar con artistas como: Gino Mondana, Maino, Rah Swish, Skilla Baby, DJ Brandz, Rob49, 9INE'O, Thee JAE, Test, Ot7 Quanny, Capella Grey, French Montana, Fabolous, Albee AI, Corey St.Rose, Honey Bxby Bonnie, Clyde, Kodak Black,Donald J. Trump, Diany Dior, AB, BROKE BOII, Houidini, Pressa 6IxBuzz, Jim Jones, Dyce Payso, Keen Streetz, Glit Jeezus, Cladwell, Hai Shawn Martin, Iamsu!, Meek Mill, Nas, A$AP Ferg, Kostromin, Lil Tjay, The Kid LAROI, Sosa Geek, Coi Leray, Queen Naija, Rich The Kid, BLEU, Sfera Ebbasta, Rvssian, DreamDoll, Roddy Ricch, Young M.A, Russ Millons, Pop Smoke, Lil Mabu, BIA, Kay Flock, Nicki Minaj, Drake y Chris Brown.

## Vida personal
En 2016, su madre falleció por un derrame cerebral. Ryles tiene dos hijos con su exnovia y un hijo adicional con otra mujer. Ryles fue amigo y colega de los raperos Pop Smoke y King Von ambos asesinados en 2020. También fue un amigo cercano de T-Dott Woo, quien fue asesinado el 1 de febrero de 2022. En 2022, un rapero de Florida conocido como Mellow Rackz reveló que Fivio y ella están en una relación romántica pocas semanas después de la separación de Fivio con su novia de toda la vida, Jasmine.

## Discografía
Desde que comenzó su carrera en el año 2013, Fivio, lanzó  un (1) álbum de estudio, dos (2) extended play.

### Álbumes de estudio
- 2022: B.I.B.L.E

### EPs
- 2019: Pain and Love
- 2020: 800 B.C.